# Nguyễn Ngọc Bích (giáo sư)
Nguyễn Ngọc Bích (1937 - 3 tháng 3 năm 2016) là một giáo sư người VIệt Nam, Ông từng giảng dạy tại các đại học George Mason, Trinity College và Georgetown University, ông cũng từng được Quyền Tổng giám đốc Giáo dục Song ngữ trên toàn quốc Hoa Kỳ.
Ông cũng là Giám đốc đầu tiên của Ban Việt Ngữ Đài Á Châu Tự Do RFA.

## Tiểu sử
Nguyễn Ngọc Bích sinh năm 1937 tại Hà Nội, lúc còn nhỏ, ông học tiểu học ở Vĩnh Yên, sau đó vào trung học ở Chasseloup Laubat, Sài Gòn. Năm 1954 ông Nguyễn Ngọc Bích sang Mỹ du học theo chương trình học bổng Fulbright, tốt nghiệp ngành khoa học chính trị tại Đại học Princeton University năm 1958. Sau đó, ông tiếp tục theo học môn Á Đông học, Văn học cổ điển Nhật tại Columbia University, New York và có thời gian sang Nhật bằng học bổng President's Fellowship để thu thập tài liệu cho luận án cao học. Ngoài ra, ông theo đuổi một số khóa học ngắn ở Đại học Vienna và Munich (tiếng Đức), Madrid (tiếng Tây Ban Nha), USDA Graduate School (tiếng Trung và tiếng Nga).
Sau nhiều năm sống, học và làm việc ở ngoại quốc, giáo sư Nguyễn Ngọc Bích về nước năm 1972, cùng với hiền thê là Tiến sĩ Đào Thị Hợi thành lập Viện Đại Học Cửu Long ở Sài Gòn, đồng thời giữ chức Cục trưởng Cục Thông tin Quốc Ngoại của Bộ dân Vận Chiêu Hồi. Giáo sư Nguyễn Ngọc Bích cũng là Tổng Giám đốc sau cùng của Việt Tấn Xã.
Sau biến cố 30/4/1975, ông cùng gia đình rời Việt Nam sang Mỹ, và định cư tại tiểu bang Virginia.
Giáo sư Nguyễn Ngọc Bích từng có thời gian giảng dạy tại các đại học George Mason (1979-89), Trinity College (1979-81) và Georgetown University (1980-86). Ông được Tổng thống Hoa Kỳ George H.W. Bush (Bush cha) chỉ định vào chức Quyền Tổng giám đốc Giáo dục Song ngữ trên toàn quốc (1991-93).
Ông là Giám đốc đầu tiên của Ban Việt Ngữ Đài Á Châu Tự Do RFA từ ngày thành lập cho đến lúc về hưu năm 2003.
Nguyễn Ngọc Bích cũng là hội viên Hội Nhà báo Độc lập Việt Nam, đã trợ giúp Hội ngay từ những ngày đầu hoạt động.
Ông mất ngày 3/3/2016 trên đường bay từ Washington DC đến thủ đô Manila của Philippines để tham dự một hội thảo về tranh chấp Biển Đông.

## Các tác phẩm lớn
Ngoài dạy học và làm truyền thông, ông Bích cũng còn là một nhà biên khảo và dịch giả có uy tín về văn thơ VN. 
- A Thousand Years of Vietnamese Poetry ("Một nghìn năm thi ca VN," Knopf, 1975)
- A Mother's Lullaby (dịch Trường Ca Lời Mẹ Ru của Trương Anh Thuỵ, Cành Nam, 1989)
- War & Exile: A Vietnamese Anthology ("Chiến-tranh và Lưu Đày: Tuyển-tập văn-học hiện-đại của VN," Văn-bút Miền Đông, 1989)
- dịch thơ Nguyễn Chí Thiện (Ngục Ca / Prison Songs, VICANA, 1982; Hoa Địa Ngục / The Flowers of Hell và Hạt Máu Thơ / Blood Seeds Become Poetry, cả hai do Tổ Hợp XBMĐ Hoa Kỳ xb, 1996)
- Cung Oán Ngâm Khúc / Complaints of an Odalisque
- Thơ Ôn Như hầu Nguyễn Gia Thiều (Tổ hợp Xuất bản miền Đông Hoa Kỳ, 2006).